# Tauraco porphyreolophus
El turaco crestimorado, turaco cresta morada o turaco de cresta violeta (Gallirex porphyreolophus) es una especie de ave Musophagiformes de la familia Musophagidae que vive en los bosques tropicales del sureste de África. Es el ave nacional del reino de Suazilandia.

## Taxonomía
Ha sido incluido tradicionalmente en el género Tauraco pero algunos científicos lo consideran lo suficientemente diferente para estar en un género aparte junto con su pariente más cercano el Turaco del Ruenzori. Se reconocen dos subespecies:
- G. p. porphyreolophus (Vigors, 1831) - desde Zimbabue y Mozambique central hacia el sur ocupando Suazilandia y el noreste de Sudáfrica.
- G. p. chlorochlamys (Shelley, 1881) - ocupa el sureste de Kenia y desde Tanzania hasta el centro de Mozambique.

## Descripción
Mide alrededor de 45 cm de longitud y pesa entre 225 y 250 g. Como su nombre indica se caracteriza por tener una cresta de un intenso color morado, y también tiene de este mismo color la cola y las alas. La plumas del interior de las alas son de color rojo intenso pero solo son visibles cuando abre las alas. La cara es de un color verde brillante y un anillo periocular de color rojizo le recubre el ojo. El cuello, la parte superior del cuerpo y el abdomen son de un verde claro solo interrumpido por una amplia franja de color melocotón que lo recubre en la zona del pecho. El pico es pequeño, curvo y de color oscuro. No existe dimorfismo sexual.

## Distribución y hábitat
Se encuentra desde el sureste de Ruanda y Tanzania bajando por el sureste de África hasta el noreste de Sudáfrica y Suazilandia. También existe en una pequeña zona en el centro de Kenia.
Los hábitats preferidos de esta especie son bosques tropicales ribereños y de galería. También habita sabanas arboladas y matorrales. Vive hasta una altura de 1850 m.

## Comportamiento
Es una especie principalmente diurna y arbórea que solo baja al suelo para beber y alimentarse. Pasa la mayor parte del tiempo en la parte superior de los árboles donde se desplaza de rama en rama saltando o con vuelos cortos. Es un ave muy territorial, que suele vivir en parejas o grupos pequeños. Pasan la mayor parte del día alimentándose con cortos intervalos de descanso o para tomar el sol. Al anochecer volverá a su sitio preferido para posarse. El turaco crestimorado se alimenta principalmente de frutas, en particular higos y bayas, aunque también come brotes, hojas, flores e insectos. Su nido es una plataforma frágil de ramitas colocadas en un árbol a 3-10 m sobre el suelo. Su época de reproducción comienza con la estación de lluvias. La hembra pondrá dos huevos y el período de incubación es de 22-23 días que será realizada por ambos progenitores. Cuando los polluelos nazcan también se encargaran de su cuidado padre y madre.

## Conservación
Está catalogado por la UICN como de preocupación menor debido a que su área de distribución es bastante grande y suele ser común en ella. Sin embargo, las poblaciones sufren una tendencia decreciente debido a la destrucción y degradación de su hábitat debido a la actividad humana y a la caza ilegal. 